# Graphium antiphates
Espèce
L'espèce Graphium antiphates ou Porte-épée à cinq barres est un lépidoptère appartenant à la famille des Papilionidae, sous-famille des Papilioninae et genre Graphium.

## Description de l'image
Le sabre à cinq barres est un papillon d'une envergure de 7 à 8 cm. Sa couleur de fond est blanc crème.
Le dessus de ses deux ailes antérieures est caractérisé par un apex noir et cinq courtes bandes noires partant du bord externe (d'où son nom cinq barres).
Le dessus de ses deux ailes postérieures présente des marques noires et est caractérisé par deux longues queues noires en forme d'épée (d'où son nom sabre).

## Répartition
Graphium antiphates se trouve en Asie du Sud (Inde et Népal), en Chine et en Asie du Sud-Est (Vietnam, Laos, Cambodge, Thaïlande, Malaisie, Bornéo, Sumatra, Java et Bali).

## Habitat
Cette espèce vit dans les forêts tropicales humides depuis le niveau de la mer jusqu'à 600 m d'altitude.

## Plantes hôtes
La chenille mange des feuilles d'Annonaceae des genres Uvaria, Desmos et Melodorum avec une préférence pour Uvaria grandiflora ou des feuilles de Magnoliaceae du genre Michelia.

## Galerie

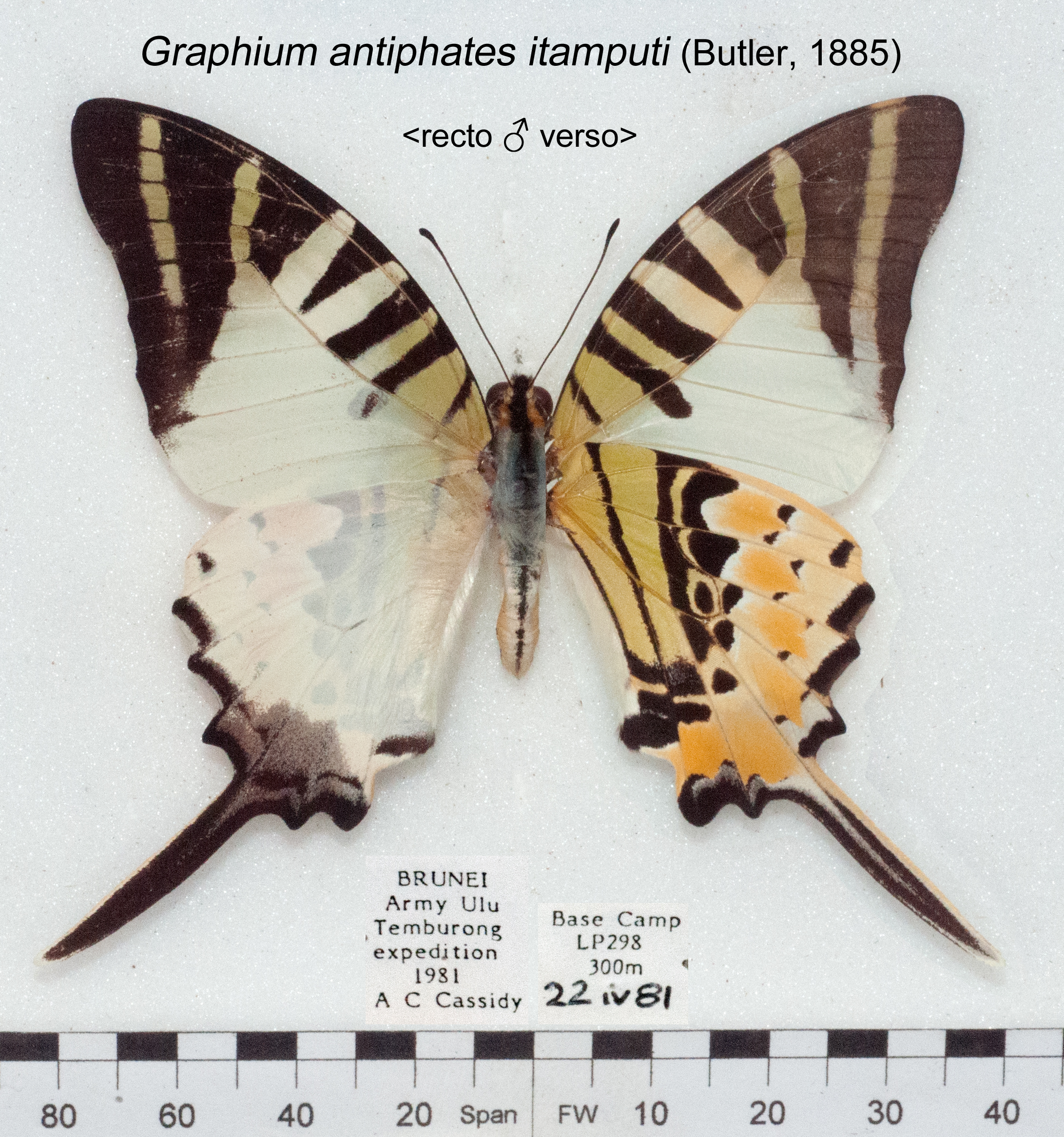
Recto et Verso, île de Bornéo, Brunei
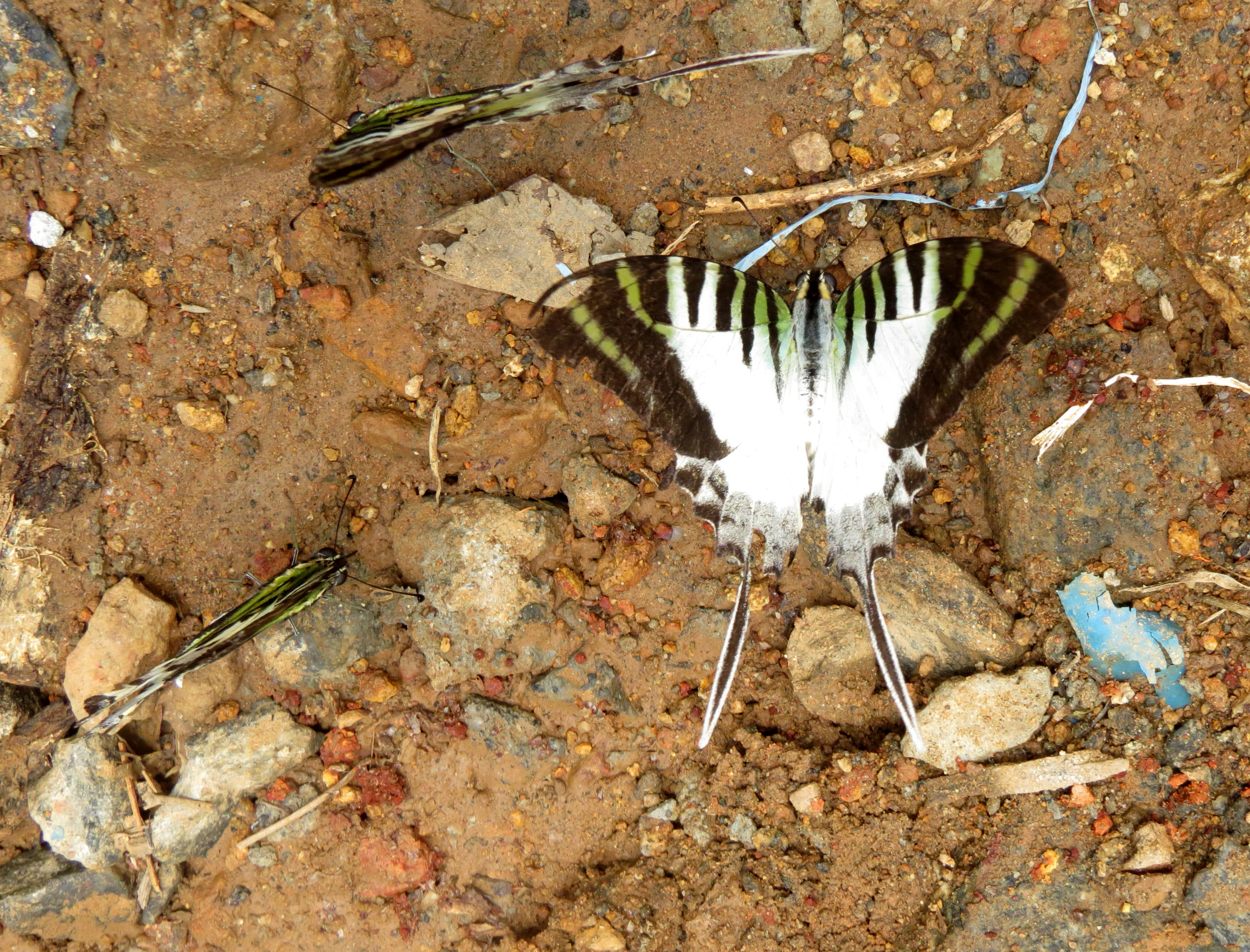
Recto (vue de dessus)
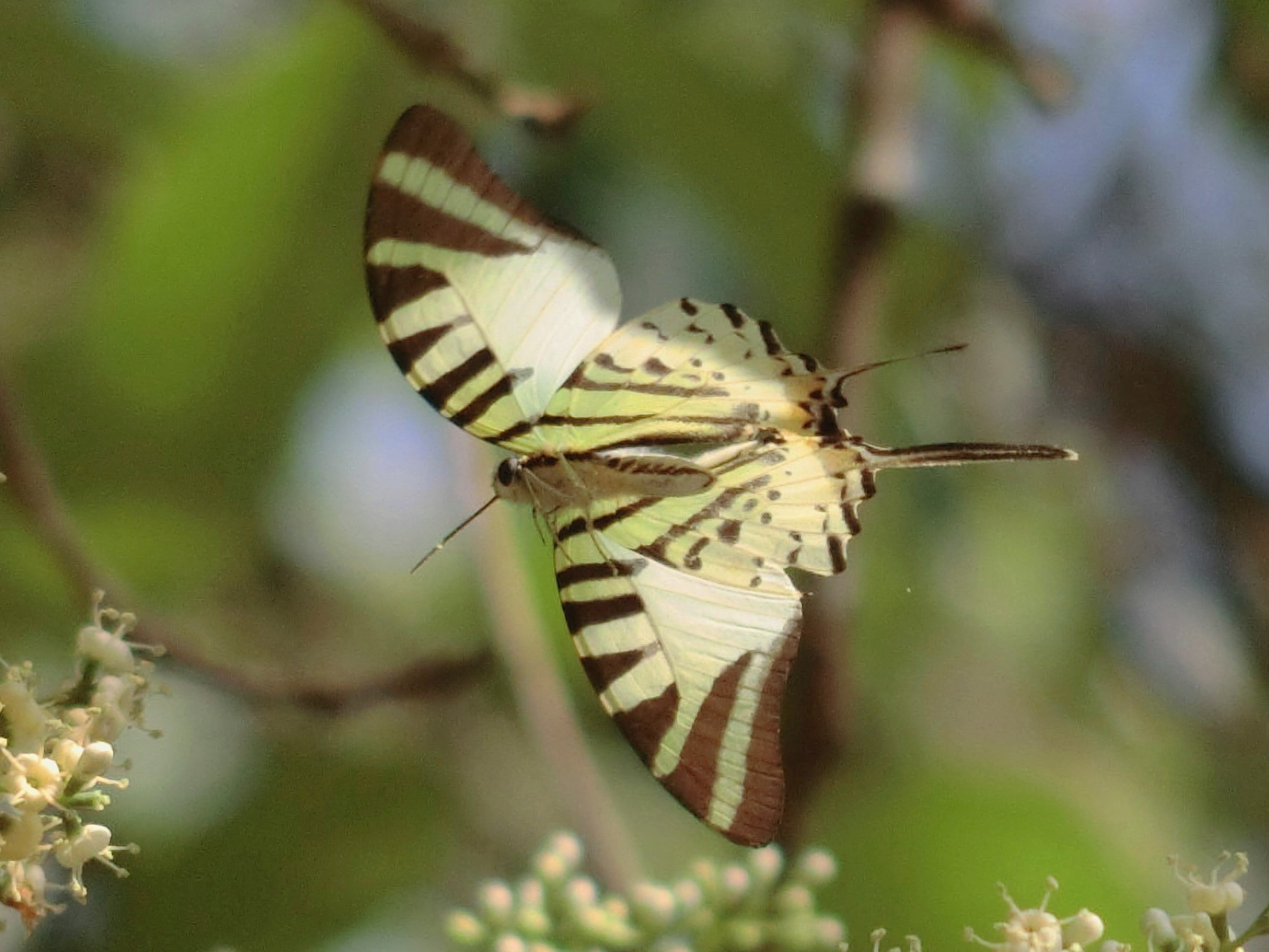
Verso (vue de dessous), Hong-Kong, Chine
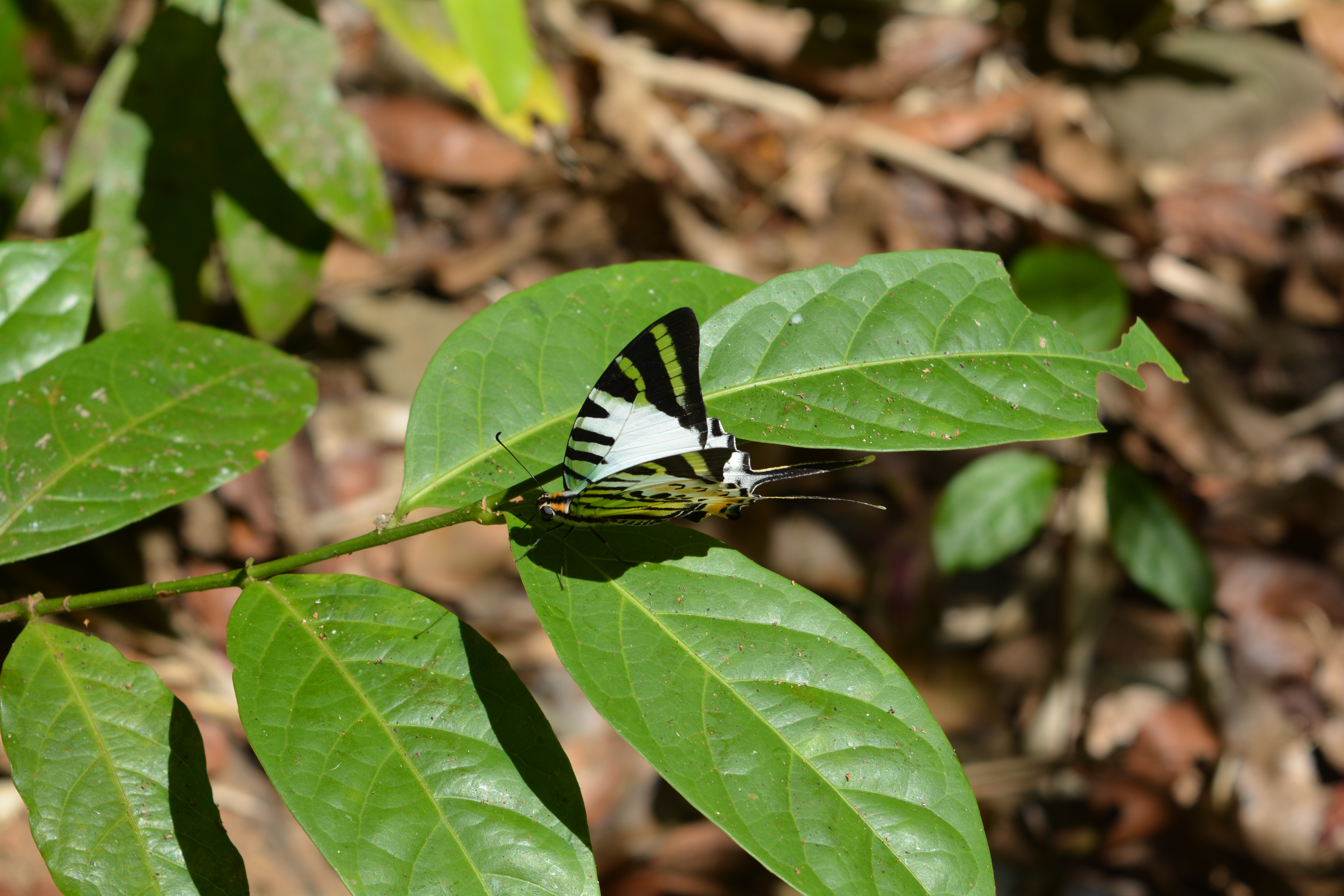
Kerala, Inde
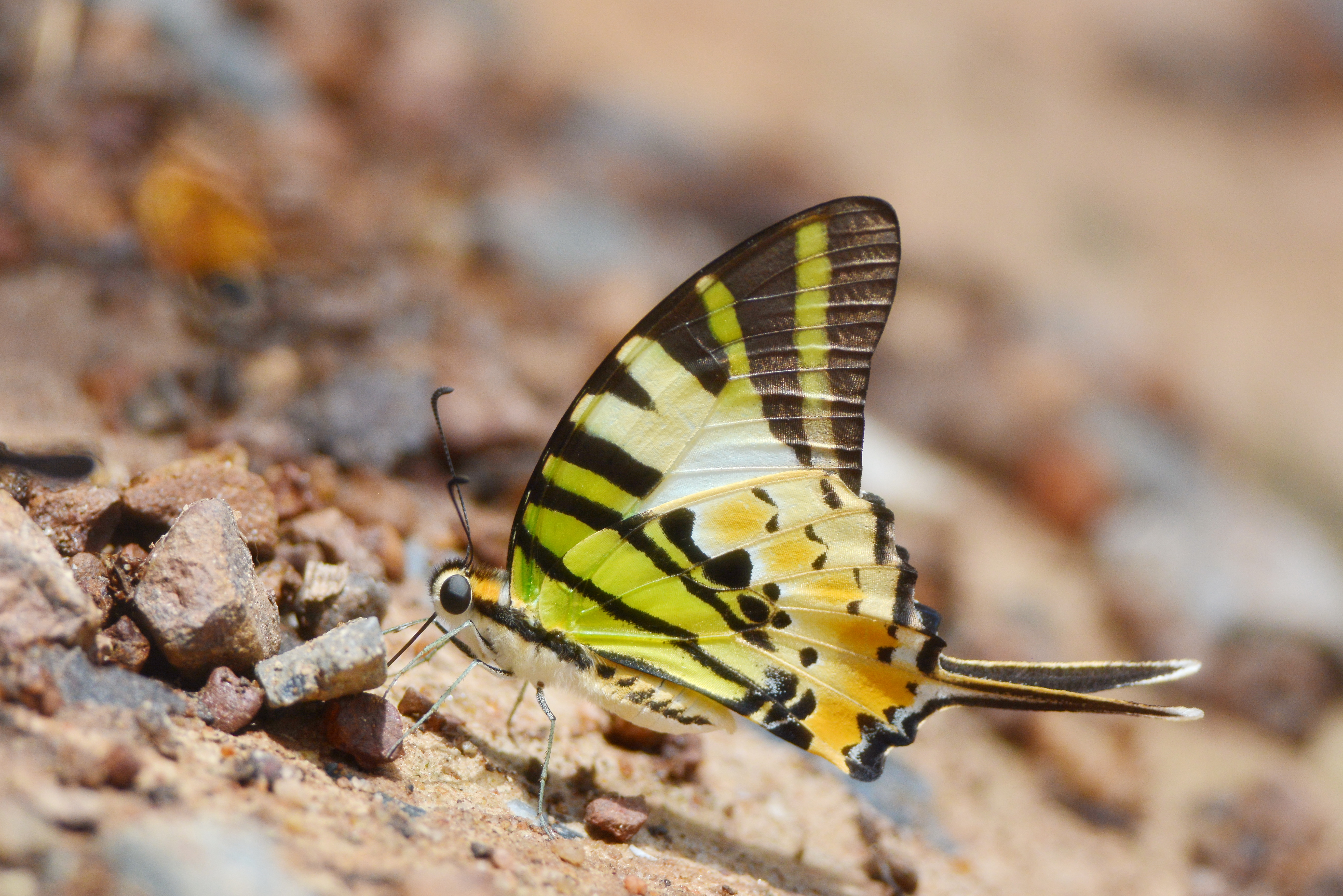
Parc national de Pang Sida, Thaïlande